# 生命誌研究館
生命誌研究館（せいめいしけんきゅうかん）は、大阪府高槻市紫町にある生命科学に関連した展示と研究を行っている博物館である。1993年設立。日本たばこ産業 (JT)によって運営される企業博物館である。学芸員だけでなく一線の研究者も常駐しており、各人の研究を行っている点でユニークである。また、大阪大学と連携し、大学院生も在籍している。館長は1993年から2001年度まで岡田節人（後に顧問）。2002年度からは生物学者の中村桂子（後に名誉館長）が、2020年度からは細胞生物学者で歌人の永田和宏が務める。

## 施設
- 展示ホール
- ギャラリー
- 実験室

## 利用情報
- 開館時間：10：00～16：30
- 休館日：月曜・年始年末（12月29日～1月4日）

準備等のため臨時休館する場合がある。
- 入館無料

## 所在地
- 〒569-1125 大阪府高槻市紫町1-1（医薬総合研究所内）

## 交通
- 西日本旅客鉄道JR京都線高槻駅 - 徒歩10分。
- 阪急京都線高槻市駅 - 徒歩15分。